# Michele Rosewoman
Michele Rosewomam (Oakland (Californië), 19 maart 1953) is een Amerikaanse jazzpianiste. Ze staat bekend om haar werk en opnamen met haar Quintessence-ensemble, evenals haar New Yor-Uba-ensemble.

## Biografie
Rosewoman werd geboren in 1953 in Oakland en is de dochter van beeldend kunstenaar Estera Roseman. Haar ouders hadden een onafhankelijke platenwinkel in Walnut Creek (Californië) en haar moeder was ook kunstpedagoog. Rosewoman begon op 6-jarige leeftijd piano te spelen. In haar late tienerjaren studeerde ze Cubaanse en Haïtiaanse folkloristische ritmes en vocale tradities.
Rosewoman heeft negen albums uitgebracht, waaronder vijf met Quintessence en verschillende trio- en kwartetopnamen. Haar New Yor-Uba ensemble, met Orlando 'Puntilla' Rios tot aan zijn dood in 2008, is een Afro-Cubaanse jazz bigband, die Rosewoman in 1983 oprichtte. Het bracht eindelijk zijn eerste album uit in 2013, ter gelegenheid van zijn 30ste verjaardag. Rosewoman staat ook bekend om haar werk als achtergrondmuzikante bij opnamen van artiesten als Greg Osby, Billy Bang en Ralph Peterson. Voordat ze in 1978 vanuit Californië naar New York verhuisde, leidde Rosewoman, die sterk werd beïnvloed door pianist/organist Ed Kelly uit Oakland (Californië), verschillende jazzbands in de regio van Oakland en trad ze ook op met Baikida Carroll, Julius Hemphill en Julian Priester. In New York trad ze op met de post-avant-garde muzikanten Oliver Lake en Billy Bang, maar ook met rechttoe-rechtaan jazzmeesters Freddie Waits, Rufus Reid, Billy Hart, Reggie Workman en figuren uit de Latin muziek zoals Celia Cruz, Chocolate Armenteros, Nicky Marrero, Paquito D'Rivera en Daniel Ponce.

## Discografie
- 1984: The Source (Soul Note Records)
- 1993: Occasion to Rise (Evidence Records)
- 1996: Spirit (Blue Note Records)
- 2013: New Yor-uba, 30 Years: A Musical Celebration of Cuba in America (Eigen publicatie)

Met Quintessence
- 1987: Quintessence (Enja Records)
- 1988: Contrast High (Enja)
- 1993: Harvest (Enja)
- 2000: Guardians of the Light (Enja)
- 2006: The In Side Out (Advance Dance Disques)

Als achtergrondmuzikant
- 1981: Billy Bang – Rainbow Gladiator (Soul Note)
- 1987: Greg Osby — Greg Osby and Sound Theatre (JMT)
- 1988: Oliver Lake — Otherside (Gramavision)
- 1989: Andy Laster – Hippo Stomp (Sound Aspects)

- Bibliothèque nationale de France: cb138991813 (data)
- Gemeinsame Normdatei: 134666615
- International Standard Name Identifier: 0000 0000 3470 0874
- Library of Congress Control Number: n93096497
- MusicBrainz: a394afbd-a3cf-4a3f-a9e3-17e6f0d308ef
- Nationale Bibliotheek van Israël: 987007324537805171
- Nederlandse Thesaurus van Auteursnamen: 100595154
- Système universitaire de documentation: 158167376
- Virtual International Authority File: 5118856
- WorldCat: E39PBJdx443HtHf4RTcffbmcfq